# Havaika arnedoi
Havaika arnedoi är en spindelart som beskrevs av Prószynski 2007 [2008. Havaika arnedoi ingår i släktet Havaika och familjen hoppspindlar. Inga underarter finns listade i Catalogue of Life.